# Anna Shjián
Anna Semiónovna Shjián (en ruso: Анна Семёновна Шхиян) (Tiflis, 9 de julio de 1905 – Ereván, 15 de mayo de 1990) fue una botánica rusa, trabajando en el Instituto Botánico de Tiflis. Es conocida y recordada por estudios de la flora del Cáucaso. Su abreviatura en botánica es Schchian, que proviene de transliteración alemana.

## Algunas publicaciones
- anna s. Schchian, a.a. Nersesyan. 2001. Род 5. Muscari Mill. Род 6. Bellevalia Lapeyr. (Género Muscari Mill. Gro. Bellevalia Lapeyr.) Флора Армении 10. Monocotiledones / Под ред. А.Л. Тахтаджяна — Ruggell: A.R.G. Gantner Verlag KG. Tomo 10. pp. 262—279. — 613 pp. ISBN 3-904144-16-2
- -------------------------. 1986. Род Helichrysum Mill. (Asteraceae) в Армении (El género Helichrysum en Armenia). Revista Noticias de sistemática de plantas superiores 23 ( 10): 198—205. ISSN 0568-5443
- -------------------------. 1974. Schchian, A. S. Family Dipsacaceae A.L.Jussieu in Caucasus. Tbilisi: Metzniereba. p. 27.
- -------------------------. 1956. Род Scabiosa L. на Кавказе (Género Scabiosa L. del Cáucaso). Operaciones del Instituto Botánico de Tiflis: Log. Tomo 18. N.º 10, pp. 3-68

## Eponimia
- (Alliaceae) Allium schchianiae